# Belitsa
Belitsa é um município da Bulgária localizado na província de Blagoevgrad.
Possui 9.860 habitantes (1/2/2011).

## População
Evolução da população da cidade de Belitsa, sede do município:
| Belitsa | Belitsa | Belitsa | Belitsa | Belitsa | Belitsa | Belitsa | Belitsa | Belitsa | Belitsa | Belitsa | Belitsa | Belitsa | Belitsa | Belitsa | Belitsa | Belitsa | Belitsa | Belitsa | Belitsa |
| --- | ------- | ------- | ------- | ------- | ------- | ------- | ------- | ------- | ------- | ------- | ------- | ------- | ------- | ------- | ------- | ------- | ------- | ------- | ------- |
| Ano | 1887    | 1910    | 1934    | 1946    | 1956    | 1965    | 1975    | 1985    | 1992    | 2001    | 2002    | 2003    | 2004    | 2005    | 2006    | 2007    | 2008    | 2009    | 2010    |
| População |         |         |         |         |         | 3 743   | 3 825   | 3 699   | 3 762   | 3 305   | 3 280   | 3 256   | 3 231   | 3 204   | 3 166   | 3 149   | 3 141   | 3 134   | 3 137   |
| Fontes: Instituto Nacional de Estatísticas, „citypopulation.de“, „pop-stat.mashke.org“, Bulgarian Academy of Sciences |         |         |         |         |         |         |         |         |         |         |         |         |         |         |         |         |         |         |         |